# Вишкі (Великопольське воєводство)
Вишкі (пол. Wyszki) — село в Польщі, у гміні Котлін Яроцинського повіту Великопольського воєводства.
Населення — 413 осіб (2011).
У 1975-1998 роках село належало до Каліського воєводства.

## Демографія
Демографічна структура станом на 31 березня 2011 року:
|          | Загалом | Допрацездатний вік | Працездатний вік | Постпрацездатний вік |
| -------- | ------- | ------------------ | ---------------- | -------------------- |
| Чоловіки | 211     | 43                 | 147              | 21                   |
| Жінки    | 202     | 42                 | 111              | 49                   |
| Разом    | 413     | 85                 | 258              | 70                   |